# Ojzer Warszawski
Ojzer Warszawski (jid. ‏עוזר וואַרשאַווסקי‎; ur. 15 kwietnia 1898 w Sochaczewie, zm. 10 października 1944 w Auschwitz  ) – żydowski prozaik, malarz i krytyk sztuki, piszący w języku jidysz, czołowy przedstawiciel naturalizmu w literaturze jidysz .

## Życie i twórczość
Urodził się w rodzinie nauczyciela i sklepikarza. Podczas I wojny światowej rodzina przeniosła się do Warszawy. Tam Ojzer Warszawski był związany (choć nieformalnie) z awangardową grupą literacko-artystyczną „Hałastra” .
W 1920 zadebiutował powieścią Szmuglerzy (jid. ‏שמוגלאַרס‎ Szmuglars), która cieszyła się dużą popularnością i do roku 1926 doczekała się czterech wydań. Akcja powieści toczy się pod koniec I wojny światowej, ukazując życie przemytników kursujących pomiędzy małym miasteczkiem a Warszawą i demoralizację ludności żydowskiej pod okupacją niemiecką . Uznawana jest za najlepsze dzieło Warszawskiego, a jednocześnie za najważniejszą pozycję żydowskiego naturalizmu. Dalsze jego utwory z tego okresu twórczości to głównie opowiadania, zamieszczane na łamach różnych czasopism jidyszowych.
W 1923 opuścił Polskę i w 1924 zamieszkał w Paryżu, gdzie poświęcił się przede wszystkim malarstwu i krytyce literackiej. Tam powstały także dwie dalsze części trylogii powieściowej Warszawskiego, a mianowicie Mundur (jid. ‏דער מונדיר‎ Der mundir) oraz Żniwa (jid. ‏שניט־צײַט‎ Sznit-cajt), jednak nie zdobyły one takiej popularności, jak część pierwsza. W późniejszym czasie publikował głównie eseje na temat sztuki (m.in. dotyczące twórczości zaprzyjaźnionego z nim Marca Chagalla).
Do twórczości literackiej powrócił na krótko przed wybuchem II wojny światowej i w trakcie jej trwania, jednak większość z tych utworów, mających postać obszernych notatek, nie ukazała się drukiem . 
Podczas II wojny światowej ukrywał się na południu Francji, a później w Rzymie. Został jednak aresztowany przez włoskich faszystów i deportowany do Auschwitz, gdzie zginął w 1944 roku.

## Tłumaczenia twórczości na język polski
- Ojzer Warszawski: Szmuglerzy. Powieść w trzech częściach. Tłum. Monika Adamczyk-Garbowska i Magdalena Ruta. Sochaczew – Lublin: Stowarzyszenie „Nad Bzurą” – Wydawnictwo Uniwersytetu Marii Curie-Skłodowskiej, 2018. ISBN 978-83-927106-5-3. Brak numerów stron w książce